# Kotousov
Kotousov (německy Kotauschen) je malá vesnice, část obce Chocenice v okrese Plzeň-jih v Plzeňském kraji. Nachází se asi jeden kilometr severozápadně od Chocenic. Prochází zde silnice I/20 a silnice II/117. Je zde evidováno 12 adres. V roce 2011 zde trvale žilo 25 obyvatel.
Kotousov je také název katastrálního území o rozloze 2,36 km².

## Historie

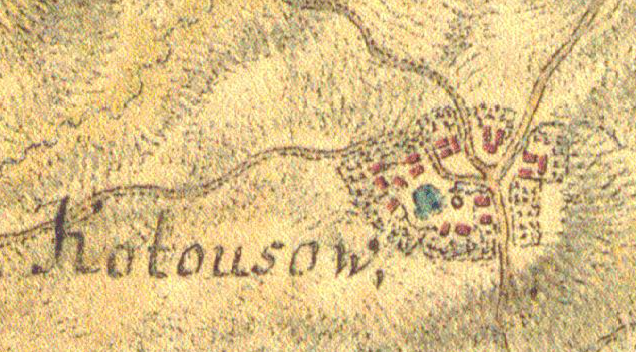
Kotousov na mapě prvního vojenského mapování z roku 1750

První písemná zmínka o vesnici pochází z roku 1558. Osada Kotousov, leží od svého založení v těsné blízkosti s obcí Chocenice, kde v 16. století vzniklo panství Jiříka a následně jeho syna Kryštofa Kokořovce z Kokořova.

## Obyvatelstvo
| Rok            | 1869 | 1880 | 1890 | 1900 | 1910 | 1921 | 1930 | 1950 | 1961 | 1970 | 1980 | 1991 | 2001 | 2011 | 2021 |
| -------------- | ---- | ---- | ---- | ---- | ---- | ---- | ---- | ---- | ---- | ---- | ---- | ---- | ---- | ---- | ---- |
| Počet obyvatel | 64   | 82   | 68   | 68   | 66   | 54   | 58   | 39   | 37   | 30   | 38   | 30   | 22   | 25   | 31   |
| Počet domů     | 9    | 9    | 9    | 9    | 9    | 9    | 10   | 11   | 11   | 8    | 10   | 10   | 10   | 11   | 11   |

## Obecní správa
Při sčítání lidu v letech 1850–1949 Kotousov byl samostatnou obcí v okrese Plzeň. Od roku 1950 je částí obce Chocenice, se kterým patřil nejprve do okresu Blovice, ale od roku 1960 v okrese Plzeň-jih. V letech 1850–1920 k obci patřilo Komorno.

## Pamětihodnosti

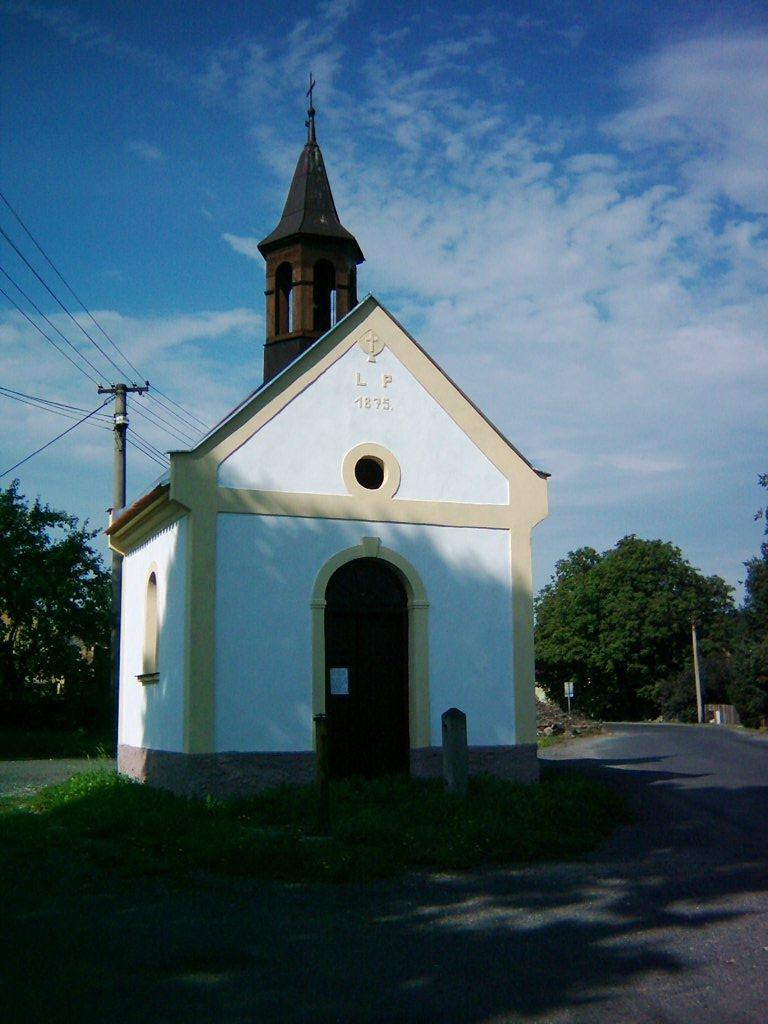
Kaplička z roku 1875

V osadě se nachází katolická kaplička z roku 1875, několik klasicistních statkářských budov, rybníček a bývalá traktorka.